# Man in Black (film, 2024)
Pour les articles homonymes, voir Man in Black.
Pour plus de détails, voir Fiche technique et Distribution.
Man in Black est un film documentaire franco-sino-américano-britannique écrit et réalisé par Wang Bing et sorti en 2023, en 2024 sur Arte. Il met en scène le compositeur chinois Wang Xilin,.
Le film est présenté en avant-première en séance spéciale au festival de Cannes 2023,.

## Synopsis
Man in Black suit le compositeur Wang Xilin, âgé de 86 ans, déambuler dans un théâtre entièrement nu. Tour à tour, il effectue des performances gestuelles, joue du piano et raconte l'histoire de sa vie d'artiste contrarié par les évènements politiques de la République Populaire de Chine.
Le film est accompagné par des œuvres musicales de Wang Xilin, rendant parfois les dialogues inaudibles.

## Fiche technique
- Titre original : 黑衣人
- Titre international : Man in Black
- Réalisateur : Wang Bing
- Scénariste : Wang Bing
- Photographie : Caroline Champetier
- Montage : Claire Atherton
- Son : Erwan Kerzanet, Elisha Albert, Thomas François, Emmanuel Soland
- Production : Lihong Kong, Sonia Buchman, Nicolas de la Mothe
- Société de production : Gladys Glover films
- Pays de production : France, États-Unis, Royaume-Uni
- Langue originale : mandarin
- Format : couleurs
- Durée : 61 minutes
- Genre : Documentaire, Expérimental
- Dates de sortie :
  - France : 2023 (Festival de Cannes 2023), 21 février 2024 sur Arte

## Production
Le tournage a eu lieu le 27 mai 2022 au Théâtres des Bouffes-du-Nord à Paris (France).